# Kenneth Ross
Kenneth Allen Ross (Chicago, 21 de janeiro de 1936) é um matemático estadunidense.
É professor da Universidade de Oregon. É editor associado do Mathematics Magazine. Foi presidente da Mathematical Association of America, de 1995 a 1996.

## Publicações selecionadas
- Hewitt, Edwin; Ross, Kenneth A. (1963), Abstract harmonic analysis. Vol. I: Structure of topological groups. Integration theory, group representations., ISBN 3-540-09434-2, Grundlehren der mathematischen Wissenschaften, 115, Berlin-Göttingen-Heidelberg: Springer-Verlag, MR 0156915
- Hewitt, Edwin; Ross, Kenneth A. (1970), Abstract harmonic analysis. Vol. II: Structure and analysis for compact groups. Analysis on locally compact Abelian groups., Grundlehren der mathematischen Wissenschaften, 152, New York-Berlin: Springer-Verlag, MR 0262773
- Comfort, W. W.; Ross, Kenneth A. Pseudocompactness and uniform continuity in topological groups. Pacific J. Math. 16 1966 483–496.
- Ross, Kenneth A. Elementary Analysis: The Theory of Calculus, Springer-Verlag New York, 1980. Second edition, 2013, xi+409 pp.
- Ken Ross, A Mathematician at the Ballpark: Odds and Probabilities for Baseball Fans, Pi Press New York, 2004, xv+189 pp.  Second edition, Plume, Penquin Group, 2007, xv+206 pp.
- López, Jorge M.; Ross, Kenneth A. Sidon sets. Lecture Notes in Pure and Applied Mathematics, Vol. 13. Marcel Dekker, Inc., New York, 1975. v+193 pp.